# فرمان ممنوعیت دینی (ژاپن)
فرمان ممنوعیت دینی (به ژاپنی: 禁教令) اشاره به قوانینی دارد که اعتقاد به دین خاصی و تبلیغ آن را در ژاپن ممنوع می‌کرد. به دینی که بر اساس این قانون ممنوع اعلام می‌شد جاشومون (دین ظاله) گفته می‌شد. فرمان ممنوعیت دینی به خصوص اشاره به فرمان ممنوعیت مسیحیت دارد.
توکوگاوا ایه‌یاسو در ابتدا این دیدگاه را داشت که می‌توان تجارت و کار تبلیغی را از هم جدا کرد و از اینکه ناگاساکی و کیوشو از تجارت با پرتغال سود هنگفتی به دست می‌آورند، معتقد بود که تجارت باید در اولویت قرار گیرد و در ابتدا موضعی تساهل‌آمیز نسبت به مسیحیت اتخاذ کرد. با این حال، او به زودی اطلاعاتی از هلندی‌ها دریافت کرد مبنی بر اینکه «اسپانیا و پرتغال در تلاشند مسیحیت را نیز گسترش دهند و با زور بر ژاپن مسلط شوند» و بنابراین سیاست دیپلماتیک خود را تغییر داد.
آغاز صدور این نوع از قوانین، صدور فرمان اخراج مبلغان مسیحی از ژاپن بود که در ۲۴ ژوئیه ۱۵۸۷ توسط تویوتومی هیده‌یوشی صادر شد اما اولین فرمان در معنای گسترده‌تر از این نوع به‌طور صریح در سال ۱۶۱۲ صادر شد.
آخرین فرمان از این نوع پنج اطلاعیه عمومی بود که در سال ۱۸۶۸ توسط دولت میجی اعلام شد.

## فرمان تویوتومی هیده‌یوشی
تویوتومی هیده‌یوشی در زمان حیات ارباب خود؛ اودا نوبوناگا هم نظر با وی گسترش مسیحیت را مورد تأیید قرار داد. اما بتدریج متوجه شد که گسترش مسیحیت با شیوه حکومت وی در تناقض است و این فکر در وی قدرت گرفتن که مسیحیت به وحدت ملی ژاپن زیان وارد می‌کند. او فرمان اخراج مبلغان مسیحی از ژاپن را در ۲۴ ژوئیه ۱۵۸۷ صادر کرد. و پس از آن اعلام کرد که «تنها فرقه‌هایی که برتری امپراتور (که گفته می‌شود از نوادگان الههٔ خورشید آماتراسو است) و کانپاکو و شوگون (شوگون‌سالاری) را که توسط امپراتور ژاپن منصوب شده و مشروعیت سیاسی به آنها داده شده است، به رسمیت می‌شناسند، دارمای واقعی (دین صحیح) در ژاپن هستند و فرقه‌هایی که این را به رسمیت نمی‌شناسند، فرقه‌هایی هستند که «دارمای شیطانی» را اجرا می‌کنند که به دنبال تضعیف نظم ملی مشروع ژاپن است».

## فرمان اول ۱۶۱۴
توکوگاوا ایه‌یاسو، که جانشین تویوتومی هیده‌یوشی شد، در ابتدا نسبت به گسترش مسیحیت مدارا داشت. وقتی ایه‌یاسو به مقام شوگون رسید، با یسوعیان و نیروهای مسیحی صلح کرد. به نظر می‌رسد سیاست ایه‌یاسو «تلاش برای بازگرداندن روابط دیپلماتیکی بود که هیده‌یوشی قطع کرده بود». با این حال، در یک مقطع خاص، مسیحیت کاملاً ممنوع شد. علاوه بر این، این یک دستور ملایم مانند «دستور اخراج مبلغان مذهبی» هیده‌یوشی نبود که می‌گفت: «تا زمانی که آنها داوطلبانه به مسیحیت عمل کنند، اشکالی ندارد»، بلکه مسیحیت را کاملاً ممنوع می‌کرد.
در سال ۱۶۱۲، ایه‌یاسو به نام شوگون دوم توکوگاوا هیده‌تادا «ممنوعیت مسیحیت» را به تنریو (سرزمین‌هایی که مستقیماً توسط شوگون‌سالاری کنترل می‌شدند) ابلاغ کرد و سال بعد، در سال ۱۶۱۳، این ممنوعیت را به کل کشور ابلاغ کرد. این نامه به شدت مسیحیت را محکوم کرد و درج شده بود که این دین ابزاری برای سیاست‌های استعماری تهاجمی است، اخلاق عادی انسان را تضعیف می‌کند و نظم قانونی ژاپن را حفظ نمی‌کند.

### دلیل ممنوعیت مسیحیت توسط ایه‌یاسو

#### گسترش مسیحیت و بازرگانی با غرب
در طول دوره سنگوکو، گسترش مسیحیت بسیار سریع بود. از سال ۱۶۱۴، زمانی که اخراج دایمیوهای مسیحی آغاز شد، تخمین زده می‌شود که تعداد مؤمنان ژاپنی حداقل ۲۰۰٬۰۰۰ نفر تا حداکثر نیم میلیون نفر بوده است. در آن زمان، جمعیت ژاپن حدود ۱۲ میلیون نفر تخمین زده می‌شد، به این معنی که ۲ تا ۴ درصد از جمعیت مسیحی بودند. پایگاه‌های مبلغان مذهبی در ناگاساکی، فوکوئوکا، اوئیتا، کیوتو و سایر مکان‌ها متمرکز بودند و حدود ۱۰۰ تا ۲۰۰ مبلغ و عضو کلیسا پرتغالی و اسپانیایی در سراسر کشور با ۲۰۰ کلیسا وجود داشتند. برای مثال، ناگاساکی زمانی مانند قلمرو یسوعی‌ها (ژزوئیت‌ها) بود. گسترش مسیحیت در واقع با منافع عمده‌ای مرتبط بود. برای حاکمان ژاپن و جنگ‌سالاران دوره سنگوکو، تجارت با پرتغال و اسپانیا بسیار سودآور بود. با این حال، این امر همیشه با تبلیغ مسیحیت همراه بود.
از قرن پانزدهم تا شانزدهم، پرتغال و اسپانیا مسیرهای دریایی به نقاط مختلف جهان را توسعه دادند و به تجارت گسترده پرداختند، اما این تجارت با فعالیت تبلیغی مسیحیت همراه بود. پاپ الکساندر ششم (دوره پاپی ۱۴۹۲ تا ۱۵۰۳ میلادی) در طی پیمان توردسییاس به پرتغال و اسپانیا اجازه داد تا در ازای گسترش مسیحیت، جهان را بین خود تقسیم کنند. این فرمان هر دو کشور را موظف می‌کرد که در ازای داشتن مستعمراتی در سراسر جهان، مبلغان مذهبی اعزام کنند و کلیساهایی در نقاط مختلف جهان بسازند. این فرمان نقش محوری در فتح دنیای جدید توسط اسپانیا ایفا کرد. این فرمان بیان کرد که هر سرزمینی که مسیحیان در آن ساکن نیستند، برای «کشف»، ادعا و بهره‌برداری توسط حاکمان مسیحی در دسترس است و اعلام کرد که «ایمان کاتولیک و دین مسیحیت باید ارتقا یابد و در همه جا افزایش و گسترش یابد، از سلامت روح مراقبت شود و ملت‌های وحشی سرنگون شده و به ایمان آورده شوند.»
کشتی‌های تجاری پرتغالی و اسپانیایی نیز مبلغان مذهبی را حمل می‌کردند و آنها همیشه برای تبلیغ در سرزمین‌های جدیدی که تجارت را در آنها آغاز می‌کردند، مجوز می‌گرفتند. آنها فقط با سرزمین‌هایی تجارت می‌کردند که به آنها اجازه می‌داد مسیحیت را گسترش دهند. وقتی به ژاپن آمدند، به عنوان شرط تجارت با ژاپن، اجازه تبلیغ مسیحیت را مطالبه کردند. مبلغان یسوعی سعی کردند اربابان فئودال اطراف ناگاساکی را به کیش خود درآورند. در پاسخ، برخی از اربابان فئودال امیدوار بودند که تغییر مذهب به آنها کمک کند تا از حمایت تجاری پرتغال بهره‌مند شوند. تحت حکومت این اربابان فئودال، عموم مردم تحت تأثیر مسیحیت قرار گرفتند و در اوایل قرن هفدهم، ناگاساکی به «روم ژاپن» تبدیل شد.
نویسنده ژاپنی یامائوکا تتسوهیده می‌نویسد: «اگر ژاپن از نظر نظامی ضعیف بود، شکی نیست که مانند امپراتوری آزتک و امپراتوری اینکا تحت سلطه قرار می‌گرفت و مانند سایر ملت‌های «غیر سفید» نابود یا مستعمره می‌شد.»

#### حادثه کشتی مادره د زئوس
محرک ممنوعیت مسیحیت توسط ایه‌یاسو، مشکلی بود که در سال ۱۶۰۹ با پرتغال رخ داد. یک کشتی ژاپنی «کشتی مهر قرمز» (دارای مجوز بازرگانی) در نزدیکی ماکائو با یک کشتی پرتغالی در طی حادثه کشتی مادره د زئوس، دچار مشکل شد و ۶۰ نفر از خدمهٔ ژاپنی آن کشته شدند. در تلافی، ژاپنی‌ها کشتی «مادره دِ دئوس» را که به ناگاساکی رسیده بود، غرق کردند. این سلسله وقایع، که شامل یک پرونده رشوه‌خواری بین مقامات شوگون‌سالاری و آریما هارونوبو، ارباب مسیحی قلمرو هیزن (استان ناگاساکی) نیز می‌شد، در روزهای اولیه شوگون‌سالاری ادو به یک رسوایی بزرگ تبدیل شد. در نتیجه این حادثه، در سال ۱۶۱۲، ایه‌یاسو دستوری مبنی بر ممنوعیت مسیحیت در سرزمین‌هایی که مستقیماً تحت کنترل شوگون‌سالاری بودند، صادر کرد. با این حال، این حادثه صرفاً یک عامل محرک بود و ایه‌یاسو منتظر فرصتی برای ممنوعیت مسیحیت بود. او به دنبال حذف خارجی‌ها و همچنین مسیحیان به عنوان تهدیدی برای امنیت ملی بود.

#### ارتباط مسیحیت و افزایش قدرت فئودال‌ها
در زمان، تجارت با نانبان (به معنی دادوستد با بربرهای جنوبی) فقط به معنای آوردن آثار فرهنگی کمیاب غربی نبود؛ زیرا بیشتر کشتی‌های نانبان که به ژاپن می‌آمدند، آذوقه را از بندرهای ماکائو و چین می‌آوردند. در آن زمان، ژاپن قادر به تولید اسلحه بود، اما موادی مانند سرب مورد استفاده در گلوله‌های اسلحه و نیترات پتاسیم، ماده اولیه مهمات، در آن زمان در ژاپن قابل تولید نبودند و ژاپن مجبور بود به واردات از خارج از کشور متکی باشد. بدون تجارت با منطقه نانبان، تهیه مهمات برای تفنگ یا مواد اولیه برای باروت غیرممکن می‌بود. به عبارت دیگر، افزایش تجارت با غرب و گسترش مسیحیت همچنین نشان داد که اربابان فئودال تا چه حد تجهیزات نظامی وارد می‌کردند.
ایه‌یاسو از زمان رسیدن به مقام شوگونی در ژاپن، تلاش کرد تا قدرت نظامی دایمیوهای مختلف را کاهش دهد. در اصل، ساخت یا نوسازی قلعه‌ها ممنوع بود بر طبق و تنها در صورت وجود دلایل خاص توسط شوگون‌سالاری مجاز شمرده می‌شد. علاوه بر این، در سال ۱۶۰۹، ساخت کشتی‌های بزرگتر از ۵۰۰ کوکو ممنوع شد و کشتی‌های بزرگ متعلق به قلمروهای مختلف فئودالی مصادره شدند. در نتیجه، در حالی که تلاش‌هایی برای کاهش قدرت نظامی حوزه‌های مختلف فئودالی انجام می‌شد، تجارت با پرتغال و اسپانیا برای انجام این سیاست بسیار مضر بود. علاوه بر این، پرتغال و اسپانیا اقدامات نظامی نگران‌کننده‌ای انجام می‌دادند. ناگاساکی به چیزی شبیه به یک ملک یسوعی تبدیل شده بود. علاوه بر این، مسیحیان اغلب معابد و زیارتگاه‌های مذاهب دیگر را در سراسر ژاپن ویران می‌کردند. اسپانیا حتی حمله نظامی به ژاپن را نیز در نظر داشت. در آن زمان، ژاپن در دوره سنگوکو بود و اربابان فئودال از قدرت نظامی کافی برای مقاومت در برابر تهاجم برخوردار بودند، بنابراین به سادگی از آن صرف نظر کردند. اگر ژاپن در دوره سنگوکو نبود، ممکن بود مانند سایر کشورهای جنوب شرقی آسیا مورد تهاجم پرتغال یا اسپانیا قرار گیرد. در نظر گرفتن همه این عوامل ممکن است منجر به تصمیم دولت ژاپن به ممنوعیت کامل مسیحیت باشد.

### تمایل ایه‌یاسو به رابطه با هلند
در جزیره کوروشیما، ولایت بونگو (امروزه اوسوکی، استان اوئیتا) ژاپن به ساحل نشست خدمه این کشتی از جمله ویلیام آدامز (دریانورد) به ژاپن وارد شدند. لیفده نخستین کشتی هلندی بود که به ژاپن رسیده بود و آدامز هم نخستین انگلیسی بود که ژاپن را به چشم می‌دید. در آن زمان شرکای تجاری اصلی ژاپن پرتغالی‌ها بودند.
در همان روز، یک یسوعی به اوسوکی رسید؛ زیرا شنیده بود که یک کشتی خارجی وارد شده است. آنها ابتدا فکر می‌کردند یک کشتی اسپانیایی به ساحل رسیده است اما وقتی با خدمه ملاقات کردند، متوجه شدند که هلندی هستند. یسوعی‌ها بلافاصله به سمت قلعه اوسوکی حرکت کردند و به کازویوشی گفتند: «این کشتی یک کشتی دزدان دریایی است و ملوانان باید فوراً اعدام شوند.» یسوعیان در ناگاساکی نیز نامه‌ای به قاضی ترازاوا هیروتاکا نوشتند و شکایت کردند که «این کشتی که پهلو گرفته است، کشتی دزدان دریایی است و ملوانان آن دشمن پرتغالی‌ها و همه مسیحیان هستند.» قاضی ترازاوا هیروتاکا که گزارش دادستان و نامه یسوعی‌ها را دریافت کرد، مطالب را خلاصه کرد و گزارش آن را برای توکوگاوا ایه‌یاسو که در قلعه اوساکا بود، فرستاد و تصمیم‌گیری در مورد این موضوع را به او سپرد. پس از مرگ تویوتومی هیده‌یوشی حدود دو سال پیش، ایه‌یاسو، که پرقدرت‌ترین دایمیو در شورای حکمرانی پنج بزرگان بود، قدرت خود را تقویت کرده و در واقع مدیریت دولت را در قلعه اوساکا بر عهده داشت. وضعیت سیاسی ژاپن در این دوره به‌شدت ناپایدار بود. در همین حین، اطلاعاتی مبنی بر ورود یک کشتی جنگی مرموز به ایه‌یاسو رسید و او تصمیم گرفت خودش شخصاً موضوع را بررسی کند.
در نهمین روز پس از گیر افتادن در ساحل، آدامز به جای ناخدای بیمار و برای بازجویی طولانی توسط قدرتمندترین ارباب ژاپن توکوگاوا ایه‌یاسو که دایمیوی ادو بود به قلعه اوساکا احضار شد. او که نقشه‌های دریایی را از سرتاسر دنیا در اختیار داشت، به توکوگاوا ایه‌یاسو نشان داد و مسیری را که طی کرده بود، توضیح داد. به ایه‌یاسو گفته شده بود که آدامز باید اعدام شود؛ زیرا آن‌ها دزدان دریایی هستند اما دانش نوی آدامز در مورد کشتی، کشتی‌سازی و ریاضیات موجب شد که ایه‌یاسو در مورد حکم اعدام او تجدید نظر کند و همهٔ آن‌ها را آزاد کرد. در این جلسه، آدامز با کمک یک مترجم به زبان پرتغالی برای ایه‌یاسو توضیح داد که اسپانیا و پرتغال که مبلغان مسیحی را به ژاپن اعزام می‌کنند، با انگلیس و هلند در حال جنگ هستند. ایه‌یاسو تنها چیزی که می‌دانست، این بود که اسپانیایی‌ها آمریکا و فیلیپین را مستعمره کرده‌اند. دو روز بعد، ایه‌یاسو دوباره آدامز را احضار کرد و پرسش‌های بیشتری در مورد وضعیت جهان مطرح کرد. اگرچه به نظر می‌رسید آدامز مورد علاقه ایه‌یاسو واقع شده است اما پس از آن بیش از یک ماه احضاریه دریافت نکرد و در این مدت آدامز و دیگران در حبس خانگی بودند. در این مدت، یسوعی‌ها به فرستادن درخواست برای اعدام از ایه‌یاسو و دستیارانش ادامه دادند و گفتند: «اگر به ملوانان لیفده اجازه زندگی بدهید، برای ایه‌یاسو و ژاپن آسیب و ضرر در پی خواهد داشت.» این رویکرد به نظر ایه‌یاسو مشکوک رسید و نتیجه معکوس داشت و منجر به بی‌اعتمادی فزاینده او نسبت به یسوعی‌ها شد.
در آن زمان در جهان مسیحیت، پروتستانتیسم که از اصلاحات مارتین لوتر پدید آمده بود، به سرعت گسترش پیدا می‌کرد. پروتستانتیسم فرقه‌ای است که از اقتدارگرایی و قدرت مالی کلیسا، که در آمرزش‌نامه‌ها نماد آن است، انتقاد می‌کند و به دنبال بازگشت به ایمان ناب است. در نتیجه، درگیری شدیدی بین کلیسای کاتولیک قدیم و فرقه جدید پروتستان درگرفت. پرتغال و اسپانیا کشورهای کاتولیک بودند. در واقع، سفرهای اکتشافی بزرگ و تهاجمات آنها در سراسر جهان تحت تأثیر درگیری بین کاتولیک‌ها و پروتستان‌ها قرار گرفت. مبلغان مذهبی پرتغالی و اسپانیایی که در دوره سنگوکو به ژاپن آمدند، همگی از این روند پیروی کردند. با این حال، هلند یک کشور پروتستان بود. هلند همچنین یک قدرت دریایی نوظهور بود که پا جای پای پرتغال و اسپانیا گذاشت، در جهان گسترش یافت و در تجارت و تهاجمات شرکت کرد. هلند همچنین مسیحیت را گسترش داد، اما این هدف اصلی آنها نبود؛ بزرگ‌ترین هدف آنها پول و نفع تجاری بود. آنها ژاپن را به مانند کاتولیک‌ها به گسترش مسیحیت ترغیب نمی‌کردند، بلکه فقط به دنبال تجارت بودند. به عبارت دیگر، هلند حتی بدون کار تبلیغی مسیحیت، حاضر به تجارت بود. وقتی ایه‌یاسو از این وضعیت مطلع شد، تصمیم گرفت فقط با هلند تجارت کند. در نتیجه، در طول دوره ادو، هلند تنها دروازه ژاپن به تمدن غرب بود. به این ترتیب «رانگاکو»، (مطالعهٔ آثار علمی و فرهنگی هلند) به عنصر مهم یادگیری در ژاپن تبدیل شد.

## اعلامیه دوم
در حدود دهه ۱۶۲۰، شوگون‌سالاری تصمیم گرفت که صرفاً حذف رهبران مذهبی کافی نیست و آنها باید سیاستی برای ریشه‌کن کردن مسیحیت از قلب مردم تدوین کنند.
پس از شورش شیمابارا در سال ۱۶۳۷، شوگون‌سالاری با شدت بیشتری مسیحیان را سرکوب کرد و اعدام‌ها و تفتیش‌های همراه با شکنجه انجام داد. فومیئه (پا گذاشتن روی تصاویر)، سیستم ثبت معبد، سیستم مسئولیت گروهی پنج نفره و سیستم پاداش برای خبرچینان از دیگر اقدامات بود. تابلوی اعلاناتی که این فرمان را درج کرده بود. در ماه مه ۱۷۱۱ صادر شد. یک کوساتسو (تابلوی اعلانات چوبی) به ارتفاع ۴۲٫۵ سانتی‌متر و عرض ۷۰ سانتی‌متر که این قانون در آن درج و به نمایش عمون گذاشته شده بود، امروزه در موزه تاریخ استان گیفو نگهداری می‌شود. در این قانون آمده است که به کسانی که خود را مسیحی معرفی کنند، مانند مبلغان مذهبی و کسانی که به دین خود بازگشته‌اند، پاداش داده خواهد شد، اما اگر هویت خود را پنهان کنند، رئیس و حتی گروه پنج نفره مجازات خواهند شد. این اطلاعیه‌ها در تابلوهای اعلانات روستاها در سراسر کشور نصب شدند تا روستاییان همیشه آنها را ببینند. کوساتسو در آن زمان مکانی برای اطلاع‌رسانی از سوی دولت بود و اعتبار زیادی داشت. حتی پس از دوران اصلاحات میجی، دولت جدید این ممنوعیت را ادامه داد، اما به دلیل انتقاد سایر کشورها، این اطلاعیه‌ها در سال ۱۸۷۳ برداشته شدند.

## فرمان ممنوعیت مسیحیت در دولت میجی
در سال ۱۸۶۸، اولین سال میجی، دولت تازه تأسیس میجی پنج فرمان یا اطلاعیه رسمی (گوبو نو کیجی) صادر کرد که بر روی پلاکاردهای چوبی در سراسر ژاپن به نمایش گذاشته شدند. فرمان سوم، ممنوعیت شدید کیریشیتان جاشومون ("دین مسیحی بدعت‌گذار [یا شیطانی") را اعمال می‌کرد. با این حال، به دلیل خشم رهبران کشورهای غربی، دولت میجی مجبور شد این اطلاعیه را با ذکر "مسیحیت" و "فرقه‌های شیطانی" به عنوان دو نهاد جداگانه، دوباره صادر کند.

## پایان ممنوعیت
وقتی ممنوعیت مسیحیت در سال ۱۸۷۳ لغو شد، برخی از عموم مردم که نزدیک به ۳۰۰ سال به این باور رسیده بودند که «مسیحیت = فرقه بدعت‌گذار»، در مورد لغو ممنوعیت احساس اضطراب و ترس کردند. این تبعیض و تحقیر حتی پس از لغو ممنوعیت مسیحیت ادامه یافت و منجر به اعمال اشکال مختلف ظلم و ستم بر مسیحیان ژاپنی از سوی دولت و مردم می‌شد.